# HD 102634
HD 102634，又名BD+00 2843，SAO 138420、HR 4533，是一颗恒星，视星等为6.15，位于銀經271.74，銀緯58.72，其B1900.0坐标为赤經11h 43m 55.3s，赤緯+0° 58.72′ 14″。